# Kongo-Léopoldville
Kongo-Léopoldville är det gängse namnet på tidigare Belgiska Kongo, nuvarande Kongo-Kinshasa, från självständigheten den 30 juni 1960 fram till statskuppen i november 1965. Det officiella namnet var Republiken Kongo fram till 1 augusti 1964, då namnet ändrades till Demokratiska republiken Kongo.
Eftersom både Franska Kongo och Belgiska Kongo vid självständigheten antog namnet Republiken Kongo kom de nya länderna allmänt att benämnas efter sina respektive huvudstäder: Kongo-Brazzaville respektive Kongo-Léopoldville. År 1966 bytte Léopoldville namn till Kinshasa och 1971 bytte Demokratiska republiken Kongo namn till Zaire.

## Historia

### Avkolonisering
Kongo-Léopoldville bildades efter avkoloniseringen av Belgiska Kongo år 1960 till följd av flera år av ökande självständighetssträvan bland den inhemska befolkningen mot kolonialmakten Belgien. Landet var mycket outvecklat och hade på grund av den strikta koloniala rassegregeringen varken inhemska eliter eller intelligentsia med kapacitet att överta statsförvaltningen lika smidigt som på andra håll där avkolonisering genomfördes. Någon politisk kultur av demokrati eller partipolitik fanns överhuvudtaget inte och först mot kolonialstyrets sista år infördes viss rösträtt i lokalval till kongoleserna. Ekonomiskt var landet likt andra kolonier totalt inriktat på råvaruexport till den koloniala metropolen och dessa kommersiella intressen, främst i stora mineralreserver, kvarstod även efter självständigheten.
Detta banade väg för en mycket kaotisk tidsperiod efter bildandet av Republiken Kongo år 1960, med belgiskt återintåg i landet bara tio dagar efter att självständighetsceremonin hölls till stöd för de utbrutna separatistupproren i söder.

### Kongokrisen
Statsbildningens korta existens dominerades helt av den pågående Kongokrisen som bröt ut direkt vid självständigheten. Konflikten hade många sidor, bland annat den forna kolonialmaktens militära inblandning i separatistupproret i den mineralrika Katangaprovinsen, ett parallellt separatistuppror i Sydkasai, USA och Storbritanniens konspirationer mot den vänsterinriktade premiärministern Patrice Lumumba och dispyten mellan premiärministern och president Joseph Kasavubu om huruvida statsskicket skulle byggas på en enhetsstat eller federalism. FN upprättade i juli 1960 den fredsbevarande insatsen ONUC som dock inte kunde förmå de belgiska legosoldaterna att lämna landet och till en början vägrade agera mot separatisterna, trots premiärminister Lumumbas förfrågan om internationell hjälp just för att bevara landets territoriella integritet.
5 september 1960, efter att Lumumba bett Sovjetunionen om hjälp för att slå ner separatistupproren, avskedade president Kasavubu honom. Lumumba svarade med att inte erkänna avskedandet och hävdade att det var grundlagsvidrigt. Parlamentet vägrade att godkänna Kasavubus val av efterträdare till Lumumba på premiärministerposten medan Lumumba själv vann en förtroendeomröstning i Senaten. Den 14 september tog så överste Joseph-Desiré Mobutu makten i en militärkupp med stöd av CIA. Krisen eskalerade därefter kraftigt och en sovjetvänlig provisorisk regering upprättades i Stanleyville i öster under Lumumbas regeringskollega Antoine Gizenga. Lumumba, som anklagades av USA och överste Mobutu för att vara en kommunist, torterades och flögs i januari 1961 till det separatistiska Katanga, vars regering med belgisk rådgivning lät skjuta honom.

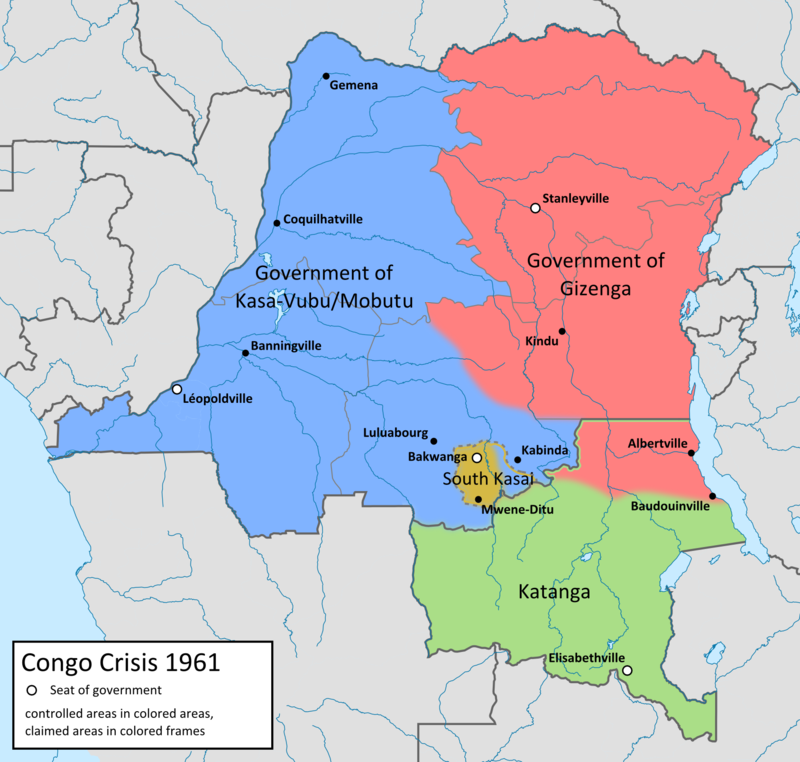
Parternas territoriella kontroll år 1961.

Den fredsbevarande insatsen utökades och intensifierades under 1961 och började så småningom aktivt bekämpa separatisterna på order av FN:s generalsekreterare Dag Hammarskjöld, som tidigare hade sett separatistupproren som en intern kongolesisk angelägenhet. I detta skede styrdes Kongo-Léopoldville formellt fortfarande av president Kasavubu, som tillsatte en ny premiärminister, men i realiteten hade arméchefen Mobutu all makt. Samtidigt var landet effektivt uppsplittrat i fyra delar: De av centralregeringen kontrollerade västra delarna, det separatistiska Sydkasai, det separatistiska Katanga och den sovjetvänliga provisoriska regeringen i öster. September 1960 - augusti 1961 avlöste fyra kortlivade regeringar varandra i huvudstaden vilket bidrog till den politiska instabiliteten. Under Cyrille Adoulas mandatperiod 1961-1964 gjordes upprepade försök att förhandla med Katangas president Moïse Tshombe men utan resultat.
Efter hårda strider hade ONUC mot slutet av 1961 lyckats ta kontrollen över Sydkasai som därefter införlivades som del av Kongo. I början av 1962 fördes förhandlingar mellan den provisoriska regeringen under Antoine Gizenga och regeringen i Léopoldville, men de avbröts. Därefter erövrade kongolesiska armén Stanleyville och krossade därmed den provisoriska regeringen, som hade erkänts som Kongos legitima regering av flera afrikanska länder och hela östblocket. Först i början av 1963 lyckades FN-styrkor besegra Katangas militär och därefter återinförlivades även Katanga som en integrerad del av Republiken Kongo.
1964 blossade stridigheter åter upp i östra Kongo, den del av landet som tidigare kontrollerades av Gizengas provisoriska regering. Simbaupproret skulle sprida sig snabbt och rebellerna, varav flera ledare var maoister, fick stöd av Folkrepubliken Kina. Med stöd av USA, Belgien och europeiska legosoldater lyckades centralregeringen, nu med den förre separatistledaren Moïse Tshombe som Kongos premiärminister, att besegra rebellerna.
I parlamentsvalet i april 1965, det första sedan valet precis innan självständigheten 1960, vann Tshombes parti flest mandat. Trots det utsåg president Kasavubu en motståndare till Tshombe, Évariste Kimba, till ny premiärminister. Parlamentet vägrade att godkänna president Kasavubus val av premiärminister och den 25 november 1965 avsatte general Mobutu officiellt Joseph Kasavubu och utsåg sig själv till president, något som fick stöd av USA med allierade.

### Fotnoter
1. ↑  "Zaire: Post-Independence Political Development", Library of Congress
2. ↑  ”Constitution de la République Démocratique du Congo du 1er août 1964 / Constitution of the Democratic Republic of the Congo of 1 August 1964” (på franska). Global Legal Information Network. 1964. Arkiverad från originalet den 2 augusti 2012. https://archive.is/20120802095049/http://www.glin.gov/view.action?glinID=191255. Läst 11 maj 2012.
3. ↑  http://www.nytimes.com/1997/09/08/world/mobutu-sese-seko-zairian-ruler-is-dead-in-exile-in-morocco-at-66.html?pagewanted=all&src=pm
4. ↑  Wrong, p. 68-70. For more on Belgian and American involvement, see Jonathan Kwitny, Endless Enemies, p. 38-103, and Madeleine G. Kalb, The Congo Cables, p. 189-196
5. ↑  Joe Bavier, "Congo names opposition veteran, 81, prime minister", Reuters, 30 dec 2006.
6. ↑  Assassination: Colonial Style – Patrice Lumumba, an African Tragedy, CBC NewsWorld.
7. ↑  Ludo de Witte, 'The Assassination of Lumumba,' Verso, 2001, s.127.
8. ↑  Robert Craig Johnson. ”Heart of Darkness: the Tragedy of the Congo, 1960–67”. http://worldatwar.net/chandelle/v2/v2n3/congo.html.
9. ↑  Nohlen, D, Krennerich, M & Thibaut, B (1999) Elections in Africa: A data handbook, s.292 ISBN 0-19-829645-2
10. ↑  ”Obituary: Mobutu Sese Soko”. The Independent (London). 30 juni 2010. http://www.independent.co.uk/news/people/obituary-mobutu-sese-seko-1238238.html.